# Jade Warrior

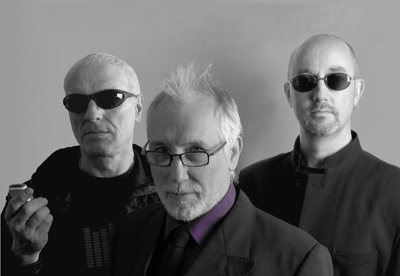
Jade Warrior

Jade Warrior is een Britse band, die zijn hoogtijdagen had in de jaren zeventig. De groep werd opgericht door Tony Duhig (gitaar), Jon Field (dwarsfluit, toetsen en percussie) en Glyn Havard (basgitaar).

## Geschiedenis
Jade Warrior ontstond uit de band July, een psychedelische-rockgroep uit Ealing in Londen.
Hun debuutalbum kwam uit in 1971 en bevat een bijzondere vorm van symfonische rock. Zeer rustige passages wordt afgewisseld door zeer luide rockriffs. In de rustige passages voert Field de boventoon, bij de rock Duhig. De bandnaam voert terug op de Samoerai, dit waren dichters, kunstenaars en strijders tegelijk.
Al snel volgden het tweede en derde muziekalbum met medewerking van Dave Duhig (gitaar) en Allan Price op slagwerk. Laatstgenoemde mag niet verward worden met Alan Price van The Animals. Jade Warrior bleef opnemen, maar hun platenlabel van het eerste uur Vertigo Records ontbond het contract en de albums Eclipse en Fifth Element bleven op de plank liggen; pas in 1998 volgde de release.

### Simba
Simba was een Britse muziekgroep die ontstond tijdens een van de rustpauzes bij Jade Warrior. De band ontstond na een samenwerking tussen Assagai en Jade Warrior (circa 1972). De band bestond slechts kort, Jade Warrior werd weer opgestart. Van de band zijn slechts twee nummers bekend: Movin’ en een cover van Louie Louie. De leden waren Duda Pakwana (altsaxofoon), Mongezi Fexa (trompet), Bezi Mnoqikana (saxofoon)s, Fred Fredericks (saxofoon)s, Jon Field (dwarsfluit, percussie), Tony Duhig (gitaar) en Glyn Havard (basgitaar).

### Vervolg
Op aanraden van Steve Winwood nam Island Records in 1974 de band onder contract, maar zonder Havard. Duhig en Field leverden bij Island vier elpees af, die redelijk verkochten, waarbij Winwood meespeelde op een album. Verdere gastmusici zijn Fred Firth en weer Dave Duhig. Verhuizing, bouw van een studio en gezondheidsproblemen zorgden ervoor dat pas in 1984 nieuw materiaal opgenomen werd. Het werd opnieuw stil rond de band en in 1989 kwam de band met At Peace, waarbij ze terugkeerden naar de basis; alleen Duhig en Field speelden mee. De band ging daarna al snel de studio in met de nieuwe leden Colin Henson (gitaar) en Dave Sturt (basgitaar). Voordat de opnamen konden beginnen overleed Tony Duhig (1990). Het album volgde pas in 1992. Al heel snel volgde nog een album met bekendere gastmusici Theo Travis van Gong, David Cross van King Crimson en Tom Newman. Daarna werd het stil. Wel blijft er vraag naar hun albums, met name die op Island. In 2008 komt dan ineens weer een album uit, op het eigen label WindWeaver.

## Discografie

### Albums
- Jade Warrior (Vertigo, 1971)
- Released (Vertigo, 1971)
- Last Autumn's Dream (Vertigo, 1972)
- Floating world (Island Records, 1974)
- Waves (Island Records, 1975)
- Kites (Island Records, 1976)
- Way of the sun (Island Records, 1978)
- Reflections (Vinyard Productions, 1979) (verzamelalbum met Released en Last autumn's dream)
- Horizen (Pulse Records, 1984)
- At peace (Earthsounds, 1989)
- Breathing the storm (Red Hot Records, 1992)
- Distant echoes (Red Hot Records, 1993)
- Elements: An Island Anthology (Island Records, 1995) (vier Island-albums)
- Eclipse (Acme Records, 1998)
- Fifth element (Hi-Note Music, 1998)
- NOW (WindWeaver Music, 2008)

### Singles
- We Have Reason to Believe (Vertigo, 1971)
- A Winter's Tale (Vertigo, 1972)
- The Demon Trucker (Vertigo, 1972)